# Corodini-emlékgyűrű
A Corodini-emlékgyűrű egy kitüntetés, melyet a magyarországi bűvész szakmai szervezet, a Corodini Országos Bűvész Egyesület adományoz évente azoknak a bűvészeknek, akik kiemelkedő szakmai eredményeket értek el, illetve munkásságukkal a hazai bűvészéletet jelentősen segítették (az Egyesületért, a bűvészetért nagyon sokat tettek).
A díjat 2007-ben alapították, és minden évben a Corodini Országos Bűvésztalálkozón kerül átadásra.

## A díjazottak
- 2007 – Id. Szabó István (a Figaro Bűvészbolt alapításáért és üzemeltetéséért négy évtizeden át, a hazai bűvészek generációinak pályán való elindításáért), Gálházi István (az Egyesület alapító-elnökeként végzett több évtizedes munkájáért), Száva Sándor (több mint 70 éves szakmai pályafutásának elismeréseként, az Egyesület társelnökeként végzett munkájáért), Vígh József (több mint 50 éves pályafutásának elismeréseként), Bán István (Corodini tanítványaként Corodini emlékének ápolásáért, a Budapesti IBM Ring megalapításáért), Kopácsi Attila (az egyesületnek nyújtott évtizedes önzetlen segítségéért).
- 2008 – Ifj. Szabó István (a Figaro Bűvészbolt évtizedeken át való üzemeltetéséért, bűvészek generációinak pályán való elindításáért).
- 2009 – Hajnóczy Soma (kiemelkedő szakmai sikereinek elismeréseként, többek között a bűvész világbajnoki cím elnyeréséért).
- 2010 – Sugár Péter (bűvésztanárként bűvészek generációinak neveléséért).
- 2011 – Varjasi László (a Corodini Országos Bűvészegyesület elnökeként végzett évtizedes munkájáért).
- 2012 – Tar László (a Corodini Országos Bűvészegyesület pénzügyi vezetőjeként, majd elnökeként a klubért végzett évtizedes, önzetlen munkájáért).
- 2013 – Paul Potassy (Potassy Pál) (hihetetlenül gazdag életművének elismeréseként) és Fülöp Tibor (gazdag szakmai életútjának elismeréseként).
- 2014 – Tihanyi (Czeisler Ferenc) (hihetetlenül gazdag életművének elismeréseként) és Szabó György (gazdag szakmai életútjának elismeréseként).
- 2015 – Molnár Gergely (Mr. Jupiter) (hetvenedik születésnapja alkalmából, hihetetlenül gazdag életművének elismeréseként, bűvészek generációinak neveléséért).
- 2016 – Ifj. Tóth Laca (több mint másfél évtizedes klubvezetői és műsorvezetői tevékenységéért, a Corodini Bűvészklub szolgálatáért).
- 2017 – The Great Kovari (Kővári György) (gazdag szakmai életútjának elismeréseként) és dr. Szabó G. Gábor (a hazai bűvészéletben betöltött pótolhatatlan közösségépítő szerepéért).